# Out of the Wasteland
Out of the Wasteland é o sétimo álbum de estúdio da banda americana de Rock alternativo Lifehouse, lançado em 26 de maio de 2015, pela Ironworks Music. Ele marca o primeiro lançamento da banda com a Ironworks.

## Antecedentes
Após uma recepção morna ao álbum anterior Almería, a banda absteve-se de turnês e anunciou em em julho de 2013 que iriam gastar tempo focando no projeto solo de cada membro. O baterista Rick Woolstenhulme Jr. começou uma turnê com os Goo Goo Dolls; o baixista Bryce Soderberg uma nova banda intitulada KOMOX; o guitarrista Ben Carey deixou o Lifehouse para continuar trabalhando na banda de country rock Elvis Monroe; e o vocalista Jason Wade trabalhou num disco solo de título Paper Cuts.
No estúdio de sua casa, Wade escreveu aproximadamente 70 canções em gênero ao longo de 18 meses. Wade disse "asim que escrevi 'Flight' e 'Hurricane', foi quando realmente percebi que queria ter a banda de volta juntos... Essas músicas começaram a se sentirem como faixas Lifehouse por excelência. Eu chamei os caras para terminar o álbum juntos. Este é um círculo completo para nós. Ele realmente nos leva de volta às raízes."
Lifehouse lançou "Flight" de forma independente para download digital em 18 de novembro de 2014, e anunciou que um novo álbum seria lançado em abril de 2015 intitulado Seven. No dia 20 de novembro, a banda começou um concurso online através da agência de design musical Creative Allies para os fãs e designers gráficos criarem a capa ofical do álbum. O concurso terminou em 15 de dezembro e o ganhador foi escolhido no início de janeiro de 2015.
Em 27 de janeiro, Lifehouse revelou através da Billboard.com que o álbum seria intitulado Out of the Wasteland e lançado em 19 de maio de 2015 pela Ironwork Music. Devido à mudança no nome, uma nova capa foi revelada, incorporando elementos do projeto vencedor.  Junto com a lista de músicas para a edição padrão do álbum, o primeiro sigle para rádio "Hurricane" foi lançado para download digital no mesmo dia. 

## Lançamento
Em 7 de abril, o álbum foi disponibilizado para pré-encomenda numa variedade para colecionador, com a data de lançamento adiada para uma semana depois da previsão, 26 de maio. Simultaneamente, a balada acústica "Wish" foi disponibilizada para download imediato no iTunes. Em 13 de maio, a banda estreou acusticamente "Yesteday's Son" pela Billboard Magazine. A edição-padrão do álbum foi destaque na Pandora Premieres streaming completo em 19 de maio.

## Recepção da Crítica
Out of the Wasteland recebeu críticas em sua maioria positiva dos críticos musicais. Stephen Thomas Erlewine da  Allmusic avaliou o álbum três estrelas de cinco e afirma que "é um registro impecavelmente construído, variando entre midtempo insistentes e baladas, nem sentindo muita diferença entre um e outro."  Michael Weaver, dando ao álbum quatro estrelas pela Jesus Freak Hideout, escreve "Out of the Wasteland é um belo exemplo de tudo de bom sobre o Lifehouse e ninguém estaria bem servido para começar este álbum hoje." Avaliando o disco com nove em cada dez no Cross Rhythms, Philip Laing descreve: "Este é, em geral, um retorno impressionante para formar uma forte tendência atual." 

## Trilha Musical
Todas as faixas foram produzidas por Jason Wade, Jude Cole e Chris "Winnie" Murguia; exceto "Stardust", produzido por Bryce Soderberg e Tommy Walter. 

## Equipe Técnica
Lifehouse
- Jason Wade — vocais, guitarras e co-vocal em "Stardust"
- Rick Woolstenhulme — bateria, percussão
- Bryce Soderberg — baixo, baking vocal e vocal em "Stardust"

Músicos Adicionais 
- Jude Cole
- Chris “Winnie” Murguia
- Aaron Embry
- Brian Macleod
- James Newton Howard
- Jim Cox — cordas em "Wish"
- Mitch Lerner
- Gene Cipriano
- Jordan Whitlock — vocais em "Hourglass"
- Christian Burghardt
- Jesse Cole
- Pelle Hillstrom
- Tommy Walter
- Peter Kent
- Julie Rogers
- Briana Bandy
- Giovanna Clayton
- Chaz Mason
- Jordan Rogers
- Carmel Echols
- Samantha Nelson
- Ashley Edner

Produção
- Jude Cole, Chris "Winnie" Murguia, and Jason Wade — Produtores
- Bryce Soderberg and Tommy Walter — Produtores em "Stardust"
- Chris Lord-Alge — Mixagem
- Florian Ammon — Mixagem em "Hindsight" e "You Are Not Alone"
- Florian Ammon, Chris "Winnie" Murguia, Kevin Killen, Mitch Lerner, and Tommy Walter — Engenheiro de som
- Ted Jensen — Masterização

## Desempenho nas Paradas Musicais
| Paradas (2015)                                | Melhor posição |
| --------------------------------------------- | -------------- |
| Austrália (ARIA)                              | 96             |
| Estados Unidos (Billboard 200)                | 26             |
| Estados Unidos (Billboard Independent Albums) | 1              |
| Estados Unidos (Top Rock Albums)              | 3              |